# Lithobates lemosespinali
Espèce
Synonymes
- Rana lemosespinali Smith & Chiszar, 2003

Statut de conservation UICN

 DD  : Données insuffisantes
Lithobates lemosespinali est une espèce d'amphibiens de la famille des Ranidae.

## Répartition
Cette espèce est endémique du Sud-Ouest de l'État de Chihuahua dans le nord du Mexique. Elle se rencontre entre 1 900 et 2 313 m d'altitude dans la Sierra Madre orientale,.

## Étymologie
Cette espèce est nommée en l'honneur de Julio A. Lemos-Espinal.

## Publication originale
- Smith & Chiszar, 2003 : Distributional and variational data on the frogs of the genus Rana in Chihuahua, Mexico, including a new species. Bulletin of the Maryland Herpetological Society, vol. 39, no 3, p. 59-66.